# ハビエル・ウェベル
カルロス・ハビエル・ウェベル（Carlos Javier Weber, 1966年1月6日 - ）は、アルゼンチンの元男子バレーボール選手、指導者。元アルゼンチン代表。

## 来歴
現役時代はアルゼンチン代表のセッターとしてオリンピックに3度出場し、1988年ソウルオリンピックでは銅メダルを獲得した。
現役引退後は指導者に転じ、アルゼンチンリーグでは通算6度の優勝、アルゼンチン代表監督としては2012年ロンドンオリンピック出場を果たした。
2022年からはアメリカ合衆国男子代表のコーチを務める。
2024年、広島サンダーズの監督に就任した。

## 球歴
- オリンピック - 1988年（銅メダル）、1996年、2000年

## 所属チーム
- River Plate（1973-1985年）
- GEBA（1986-1987年）
- Club Italiano（1987-1988年）
- Palermo（1988-1989年）
- Lupi Santa Croce（1989-1991年）
- Prato（1991-1992年）
- San Giorgio Mestre（1992-1993年）
- Napoli（1993-1994年）
- Vélez Sarsfield（1994-1995年）
- Frigorífico Chapecó（1995-1997年）
- Vélez Sarsfield（1998年）
- Ulbra（1998-2000年）
- Unisul（2001-2002年）

## 指導歴

### クラブチーム
- Unisul（2002-2005年）
- パナシナイコス（2005-2006年）
- ボリバル（2006-2013年）
- ディナモ・クラスノダール（2013-2014年）
- ボリバル（2014-2020年）
- Vôlei Funvic（2020-2022年）
- AZSオルシュティン（2022-2024年）
- 広島サンダーズ（2024年-）

### 代表チーム
- アルゼンチン男子代表（2009-2013年）
- アメリカ合衆国男子代表 コーチ（2022年-）